# Extension finie
En mathématiques, et plus précisément en algèbre dans le cadre de la théorie de Galois, une extension finie est une extension de corps de degré fini, c'est-à-dire un sur-corps commutatif d'un corps K qui, en tant que K-espace vectoriel, est de dimension finie. Une telle extension est toujours algébrique.

## Motivation
De même qu'en algèbre linéaire, la théorie de Galois est largement plus simple en dimension finie qu'en dimension infinie. Le théorème de l'élément primitif garantit par exemple que tout corps de nombres, c'est-à-dire toute extension finie du corps ℚ des rationnels est une extension simple.
Ce cadre suffit à bien des applications. C'est celui de l'inventeur de la théorie, Évariste Galois (1811-1832). On peut citer par exemple la théorie des équations algébriques avec le théorème d'Abel qui donne une condition nécessaire et suffisante pour la résolution d'une équation polynomiale. Les problèmes géométriques datant de l'Antiquité comme la duplication du cube, la trisection de l'angle ou la catégorisation des polygones réguliers constructibles à la règle et au compas ont été résolus en 1837 par Pierre-Laurent Wantzel dans le cadre des extensions finies. On peut aussi citer un grand nombre d'applications en théorie des nombres comme la théorie développée dans les années 1840 par Ernst Kummer, qui permet d'établir le dernier théorème de Fermat pour un vaste ensemble de valeurs du paramètre.
Ce contexte est encore un champ de recherche ouvert, la théorie de Galois inverse par exemple, qui cherche à partir d'un groupe donné à trouver un polynôme ayant ce groupe pour groupe de Galois.
Néanmoins, il existe aussi un large champ mathématique dont l'objet d'étude est celui des extensions infinies. Le premier exemple historique est associé à la quadrature du cercle. Ferdinand von Lindemann montre en 1882 qu'aucune extension finie de ℚ ne peut contenir π. Une autre théorie, qui représente un vaste travail durant le XXe siècle, est celui de la théorie des corps de classes. Elle est ouverte par David Hilbert (1862-1943) et traite essentiellement des extensions infinies.

## Exemples
Une extension simple engendrée par un élément algébrique (autrement dit : le corps de rupture d'un polynôme irréductible) est une extension finie.
Toute sous-extension d'une extension finie est finie.
Si L/K et K/H sont des extensions finies, alors L/H est une extension finie, de degré [L:K].[K:H].
Un corps de décomposition d'un polynôme non nul, c’est-à-dire « la plus petite » extension algébrique contenant toutes les racines de ce polynôme, est une extension finie.
Réciproquement, toute extension finie L d'un corps K est une sous-extension du corps de décomposition d'un polynôme non nul : le produit des polynômes minimaux de générateurs de L donnés.
Dans le cas d'une extension de Galois l'extension est finie si et seulement si le cardinal du groupe de Galois est fini. Dans ce cas, la dimension de l'extension est égale au cardinal du groupe.

## Structure
Une extension finie L de K se décompose comme une extension finie radicielle L/E d'une extension finie séparable E/K. 

## Contre exemples
Il existe des extensions algébriques qui ne sont pas finies, par exemple la clôture algébrique de ℚ.
La clôture algébrique d'un corps fini n'est jamais une extension finie.
D'autres clôtures ne sont pas finies, par exemple la clôture quadratique de ℚ.
Enfin, les extensions transcendantes (c'est-à-dire non algébriques) ne sont jamais finies.

### Ouvrages
- Régine et Adrien Douady, Algèbre et théories galoisiennes [détail des éditions]
- Serge Lang, Algèbre [détail des éditions]
- Pierre Samuel, Théorie algébrique des nombres [détail de l’édition]